# ديزج جالو (بزكش)
ديزج جالو (بالفارسية: دیزج جالو) هي منطقة سكنية تقع في إيران في قسم بزكش الریفي. يقدر عدد سكانها بـ 197 نسمة .